# Pe urmele dinozaurilor
Pe urmele dinozaurilor este un documentar în șase părți, produs de BBC în 1999. 
Potrivit datelor înregistrate de Guinness World Records, acest documentar este cea mai costisitoare producție de film pe minut.
Prima parte:Sânge nou
Este primul episod filmat și transmis: 220,000,000 î.Hr. - Triasicul târziu — Arizona
Locația filmării:Noua Caledonie
Condiții: Zonă semideșertică; sezon ploios scurt. În anul respectiv ploile întârzie.
Episodul a urmărit o femelă din specia CoelopCoelophysin în incercarea ei de a trece prin sezonul uscat. Coelophysis a fost arătat vânând o turmă de Placerias, căutând un membru slăbit, ca pradă. Un pterozaur primitiv (Peteinosaurus) a fost prezentat scăldându-se în ultimele bălți rămase în urma secetei. O femelă din specia Postosuchus (unul dintre cele mai mari animale de pradă din Triasic) este de asemenea în urmărirea turmei de Placerias și ucide un membru. Încă în căutarea de hrană, un grup de Coelophysis, ei găsesc vizuina unor animale din specia Cynodont. Din păcate, unul din pui s-a apropiat prea mult de intrare și este mâncat. Masculul, încearcă să îl salveze, dar în zadar. În aceeași noapte, adulții sunt arătați, devorându-și puii și abandonându-și vizuina. Femela de Postosuchus șchiopătează, în urma unei răni suferite, după atacul unui Placerias. Este expulzată din teritoriul ei de un alt Postosuchus și mai târziu moare, devenind pradă pentru Coelophysis. În final ajunge și sezonul ploios, iar Coelophysis a supraviețuit, împreună cu familia de Cynodont. Episodul se sfârșește cu sosirea prosauropodului Plateosaurus.
- Coelophysis
- Placerias
- Cynodont (identificat ca și Thrinaxodon în enciclopedie)
- Postosuchus
- Peteinosaurus
- Plateosaurus
- Dipnoi
- Libelulă(adevărat)

Partea a II-a:Timpul giganților
Este al II-lea episod filmat și transmis: 152,000,000 î Hr. - Jurassicul mijlociu — Colorado
Locația filmării:Parcul național Redwood(Canionul ferigilor), Chile, Tasmania, Noua Zeelandă
Condiții: cald; amestec de păduri cu prerii de ferigi
Partea a II-a urmărește viața unei femele de Diplodocus de la naștere până la maturitate. După ce eclozează, la marginea pădurii, femela si ceilalți pui se grăbesc să ajungă în adâncul pădurii. După ce cresc, ei întâlnesc multe pericole cum ar fi prădătorii Ornitholestes,Allosaurus, precum și un Stegosaurus care ucide unul dintre pui, cu coada sa spinoasă. Când se apropie de maturitate, puii rămași, sunt aproape uciși de un incendiu devastator, ce lasă doar doi (incluzând femela) în viață. Amândoi ajung în câmpie, unde găsesc o turmă. Femela se împerechează, iar mai târziu este atacată de un Allosaur. Este salvată când un alt Diplodocus, lovește atacatorul cu coada.
- Diplodocus
- Allosaurus
- Ornitholestes
- Stegosaurus
- Brachiosaurus
- Anurognathus
- un ornithopod neidentificat(cel mai probabil Dryosaurus}
- Libelulă(adevărat)
- Scarabeu(adevărat)

Partea a III-a:O mare crudă

## Legături externe
- „Walking With Dinosaurs: The Origins”. Arhivat din original la 23 aprilie 2013. Accesat în 28 mai 2012.
- ABC's Walking With Dinosaurs site
- BBC Science & Nature – Prehistoric Life
- Walking with Dinosaurs – The Arena Spectacular Official Website Arhivat în 23 martie 2021, la Wayback Machine.